# 赫格索墓碑

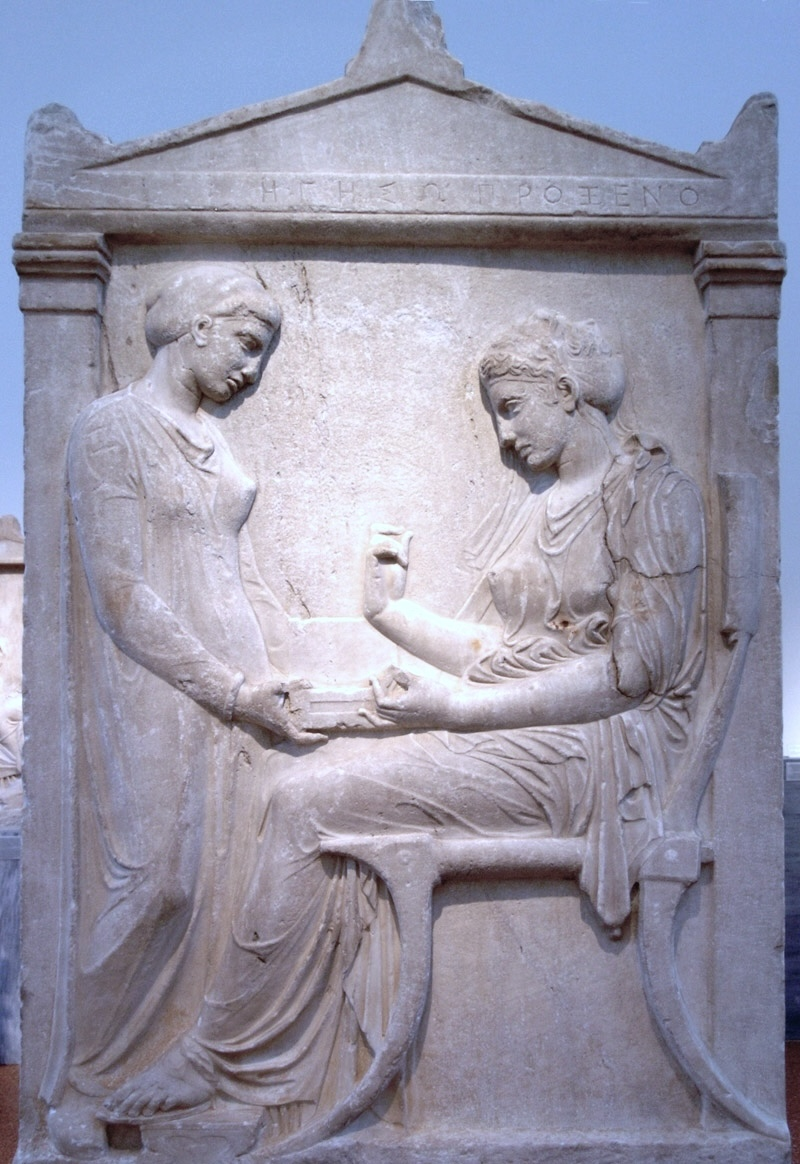
赫格索墓碑（約公元前410–400年）是現存最完好的古雅典風格墓碑之一。 從公元前450年左右開始，雅典的陪葬紀念碑描繪女性的情況日益增加，這是因為她們在公民中的重要性有所提升。

赫格索墓碑（Grave Stele of Hegeso），雕刻者很可能是卡利馬科斯（Callimachus），該墓碑被譽為倖存至今的古雅典風格墓碑中的佼佼者（幾乎完好無損），可追溯至公元前410年到公元前400年。它完全以彭代利大理石（Pentelic marble）製成，高1.49米，寬0.92米，以小神座（naiskos）的形式呈現，帶有壁柱和以棕葉飾屋頂雕像（Acroterion）為特色的三角楣。這座浮雕於1870年在雅典的凱拉米克斯被發現，目前在雅典國家考古博物館 (NAMA 3624) 展出，凱拉米克斯放置的是其複製品。

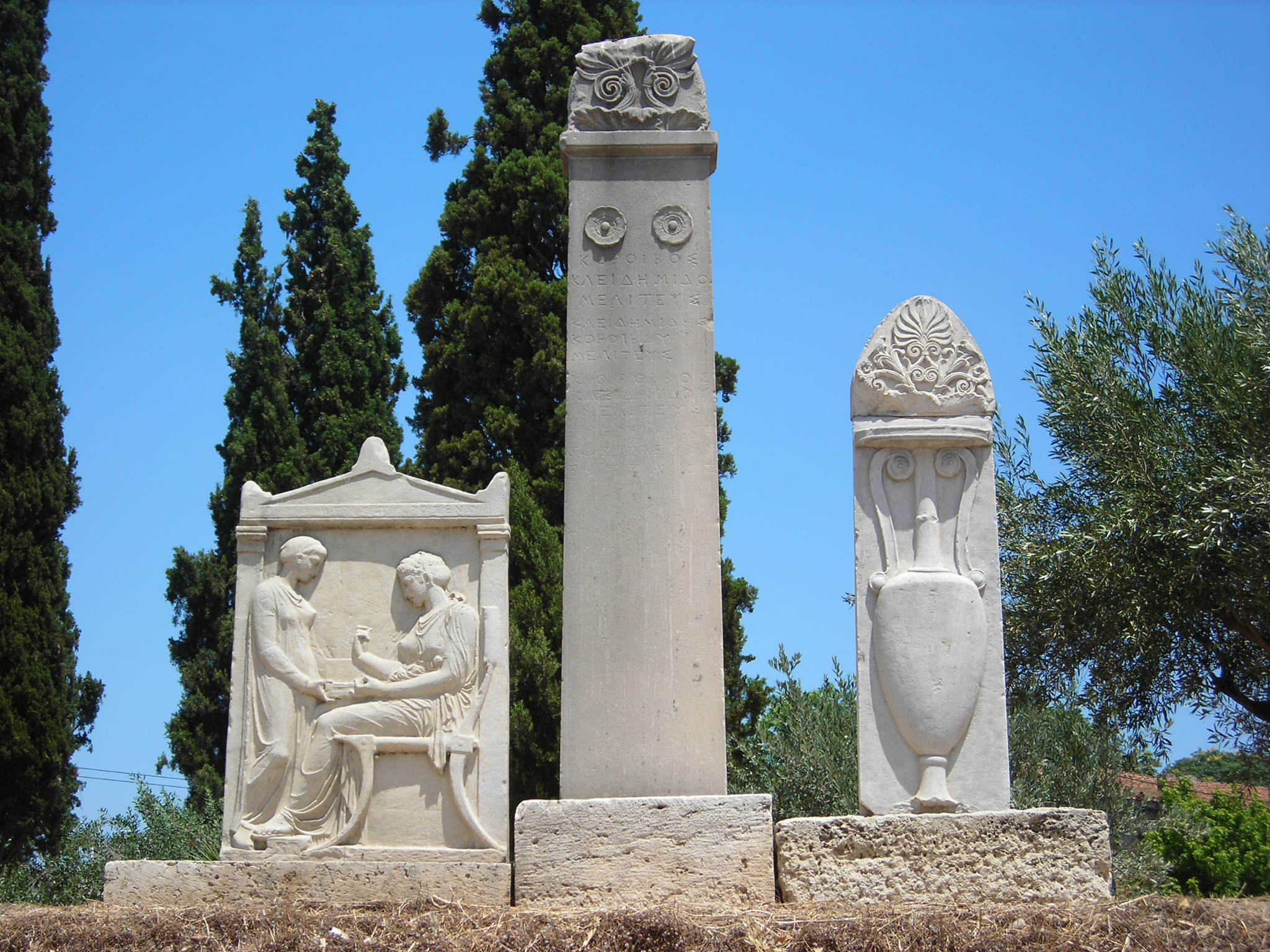
赫格索（Proxenios之女）和科羅伊博斯（Koroibos）墓葬紀念碑的現代複製品。

該墓碑目前幾乎完好無損，但其邊緣是經過修復的。底座大多已折斷，赫格索的頭部也有輕微受損。
該墓碑主要展示了一個穿著寬身長袍（chiton）和寬鬆長衫（himation）的成熟雅典女人 （赫格索），她坐在椅子上，雙腳放在精緻的腳凳上，左手拿著一個打開的寶石盒（pyxis），正注視著右手拿的一件珠寶（原先繪有珠寶，已缺損）。在她對面的左側站著一名女僕，身穿丘尼卡短袍（tunic），頭飾被描述為髮套或粗布（sakkos）。女僕正在獻上首飾盒，放在赫格索的膝上。额枋上的墓誌銘「ΗΓΗΣΩ ΠΡΟΞΕΝΟ」指出死者是普羅克西尼奧斯（Proxenios）的女兒赫格索。
一般而言，墓碑可以被視為一種回顧性的喪葬藝術，通常透過對家庭場域（domestic sphere）的描繪來表達社會生活的理想。與歐伊寇斯（oikos，家庭之意）的其他非市民藝術（如非隨葬用的紅彩陶器）相比，陳列在戶外供公眾觀看的墓碑顯然更不易改變，是更永恆的紀念物，而且還是由一個家庭為特定的人所造，使其遠比陶器來得昂貴且獨特。雖然他們的媒介、背景和風格將墓碑和城邦聯系在一起，其圖像學卻是家庭的。這種矛盾與女性在墓碑上的突出地位，導致許多學者專注於分析墓碑上不同性別所特指的美德。

## 墓地佈局/歷史背景
在公元前五世紀早期，雅典人採用了一種較簡單的墳墓標誌樣式，個體或家庭之間的財富差異急劇下降，這點反映在陪葬品上。直到前431年伯羅奔尼撒戰爭開始之前，死亡有個統一的要素（每個社會階層在埋葬中的表徵方式都是相同的）。差不多在此時，雕刻家們開始再度以高超的技巧建造高品質的墳墓紀念碑。家庭墳墓圍牆（Periboloi）在前四世紀更常被用來強調民主和家庭理想和價值觀的觀點。然而，這些浮華的表徵形式在前317年戛然而止，當時法勒魯姆的德米特里下令禁止任何更精美的墳墓。設有圍牆的墳墓有一面臨近道路的高牆，維持了堆積在牆後方的泥土填料。前牆遠遠高於圍繞長方形埋葬區的三堵碎石牆，長方形埋葬區包含了墳墓，並為葬禮或其他對死者的頌揚活動的家庭聚會提供空間。由於街上的人只能看到前牆，因此家庭通常會仔細以精心設計的石工技藝建造正面，這在墓葬纪念碑的浮雕也有所體現，墓葬纪念碑位於前牆後面、朝向街道，在前牆上方排成一列。從墓地內部，只能看到石碑的粗糙背面。Closterman從圖像學分析了在設有圍牆的墳墓内的古典雅典風格的墓碑，發現這些石碑通常並不專注於表現逝去的個體，而是展示「家庭在公民世界背景下的理想作用」。
從在凱拉米克斯的現代複製品中可以看出，赫格索紀念碑應該是在一個設有圍牆的墳墓中，面向雅典西部的梅利特區的科羅伊博斯（Koroibos）石碑左側的墳墓街。儘管其玫瑰花飾石碑在碑文中只列出了科羅伊博斯、科羅伊博斯的兒子和孫子（可能多達五代），但大多數人都把赫格索標為科羅伊博斯的妻子。碑文和描繪中的模糊性也可能是有意為之，如此一來紀念赫格索的就不僅僅是紀念一個女人，而是代表了科羅伊博斯石碑上所有男性後裔的無名妻子的特性。由於雅典人是藉由公民的私人行為來衡量其對城邦的公共責任程度，因此公民會感到有動力在設有圍牆的墳墓建造石碑（如赫格索墓碑），以便透過將家庭成員連成一排展示，連結著無數代人。此外，赫格索石碑的大小和品質表明她的家庭比大多數人更富有和重要。

## 浮雕
雖然赫格索的浮雕可能純粹顯示家庭場景，但其推崇的美德可能並不只是私人專用。與其說是簡單地頌揚某些女性的個人生活，不如說與赫格索墓碑相似的墓碑存在，有助於在一個公認的社會框架內定義女性。從公元前450年開始，雅典公民（男性）對展示其母親地位有更大的既得利益，部分原因是伯里克里斯所制定的法律規定了任何雅典公民的母親必須是其他公民的女兒。這項法律不鼓勵與非雅典婦女結婚，更加重視婦女在分娩方面的作用（因為她們的子女以後會負責選擇墓碑，透過家庭關係的意象重申她們的公民身份。）以及婚姻和家庭關係的重要性。雖然伯里克里斯的公民法並沒有完全改變婦女的角色或自由，但它將婦女在整個城邦等級制度中的地位編入了法律，這可能是雅典人在此時期將這種私密的、家庭的美德表現在公開的墓碑上的根本動機。

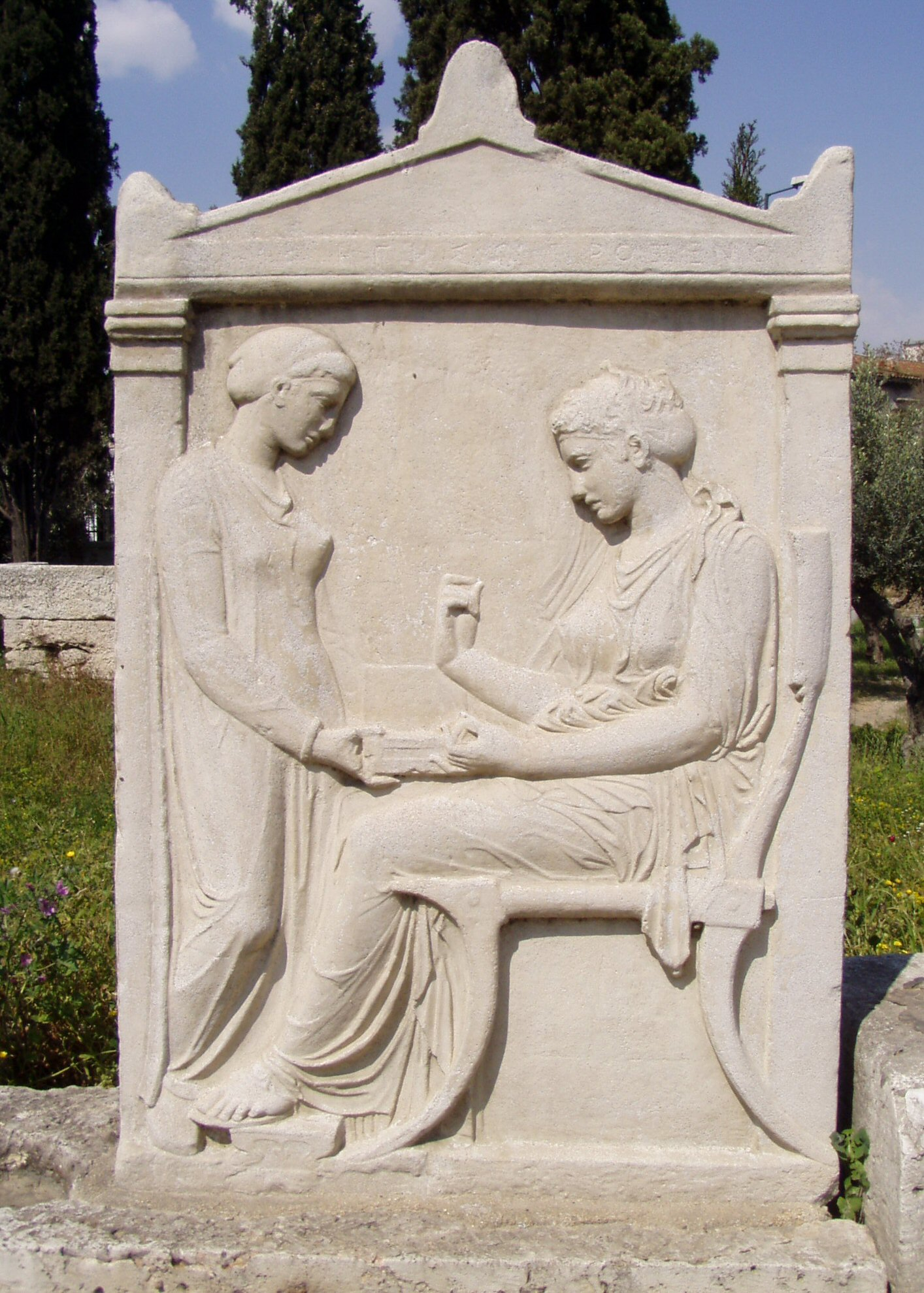
複製品的特寫

## 風格
赫格索和女僕的圖像顯得在安靜深思，這在公元前五世紀的墓葬浮雕中都很常見。米切爾認為，這種「僅僅是情感的影子」反映了個體性的缺失，在表達上讓人想起帕德嫩神廟的橫飾帶（Frieze）。這些角色高貴而美麗，然而，他們卻不帶感情地被其注視的對象（大概是一件珠寶）所吸引。Buitron-Oliver指出，帕德嫩神廟的橫飾帶上的高度理想化圖像在公元前400年左右讓位於更加現實的包纏式褶紋衣（Drapery）的雕刻手法，這點可見於赫格索浮雕。這些新趨勢導致了古典雕塑的出現，其中「嚴肅風格」相當普遍。在古典時期的初期，雕塑家和畫家會賦予作品一種嚴肅的感覺，以描繪出一種有智慧的節制品質（sophrosyne）。